# Christofer Heimeroth
Christofer Heimeroth (* 1. August 1981 in Unna) ist ein ehemaliger deutscher Fußballtorhüter. Er verbrachte seine Profilaufbahn beim FC Schalke 04 und bei Borussia Mönchengladbach, wo er aber jeweils meist nicht über die Rolle als Ersatzmann hinauskam. Zudem stand er viermal für die deutsche U21-Nationalmannschaft im Tor.

## Karriere

### Vereinskarriere

#### Jugend und Schalke 04
Christofer Heimeroth begann seine Karriere bei der SG Massen. Scouts von Borussia Dortmund sahen ihn in seiner Zeit beim BSV Menden und holten ihn nach Dortmund, wo er von 1996 bis 1997 in der Nachwuchsabteilung spielte. Nach weiteren zwei Jahren bei den Sportfreunden Oestrich-Iserlohn kam er 1999 in die A-Jugend des FC Schalke 04. 2002 stand er im Profikader, als Schalke DFB-Pokalsieger wurde.

#### Borussia Mönchengladbach
Zur Saison 2006/07 gab Borussia Mönchengladbach die Verpflichtung Heimeroths bekannt. In seiner ersten Saison stieg er mit der Borussia in die 2. Bundesliga ab. Während er in der Abstiegssaison bis auf wenige Spiele Reservetorhüter war, stand Heimeroth in der Saison 2007/08 als Nummer 1 im Tor, da der Vertrag mit dem bisherigen Stammtorhüter Kasey Keller nicht verlängert wurde. In dieser Saison stieg er mit Borussia Mönchengladbach wieder in die 1. Liga auf.
Am 7. Spieltag der Saison 2008/09 verlor er seinen Platz zwischen den Pfosten, da ihn Interimstrainer Christian Ziege nach einigen Patzern nicht für das Spiel in Bochum berücksichtigt hatte. Der neue Trainer Hans Meyer zog dann auf Empfehlung von Ziege zunächst ebenfalls Uwe Gospodarek vor, ließ kurz vor der Winterpause jedoch auch wieder Heimeroth spielen. In der Winterpause sortierte Borussia Mönchengladbach schließlich Gospodarek aus der ersten Mannschaft aus, während Heimeroth als zweiter Torhüter hinter dem neu verpflichteten Stammtorhüter Logan Bailly der Borussia erhalten blieb. In der Hinrunde der Bundesligasaison 2010/11 rückte Heimeroth nach einer Niederlagenserie wieder als Stammtorhüter zwischen die Pfosten, verlor seinen Stammplatz jedoch am Ende der Saison 2010/11 erneut, diesmal an Marc-André ter Stegen.
Am 6. Dezember 2012 bestritt Heimeroth sein erstes internationales Spiel im Wettbewerb der UEFA Europa League, als er im abschließenden Gruppenspiel gegen Fenerbahçe Istanbul den Vorzug vor Stammkeeper ter Stegen erhielt.
Zum Ende der Saison 2017/18 beendete Heimeroth seine aktive Karriere. Im Anschluss war er bei der Borussia als Teammanager sowie Leiter der Lizenzabteilung beschäftigt. Im Juni 2023 wurde Heimeroths auslaufender Vertrag nicht mehr verlängert, womit er den Verein nach 17 Jahren verließ.

#### FC Wegberg-Beeck
Im Februar 2024 gab der Regionalligist FC Wegberg-Beeck bekannt, Heimeroth als Torwarttrainer verpflichtet zu haben.

### Nationalmannschaft
Von 2003 bis 2004 machte Heimeroth vier Spiele für die deutsche U-21-Nationalmannschaft.

## Erfolge
- Aufstieg in die Bundesliga: 2007/08 mit Borussia Mönchengladbach